# Musée du bois de Seyssel
Le musée du bois de Seyssel est un musée consacré au bois, situé à Seyssel, dans l'Ain, en France. Il possède le label musée de France.

## Présentation
Le musée présente des œuvres sur bois de Claudious Abry (1885 - 1972), menuisier né à Seyssel ; on peut en particulier citer : un escalier de chaire d'église tournant, un escalier de pavillon et une hélice de bateau.
Depuis une date non précisée le musée est fermé pour rénovation. Mais il se visite durant les journées du patrimoine.

## Pour approfondir